# Бульвар Сансет (фильм)
«Бульвар Са́нсет», «Сансет бульвар», «Сансет-бульвар» (англ. Sunset Boulevard, 1950) — фильм-нуар американского режиссёра Билли Уайлдера о трагедии забытых «звёзд» Голливуда. Был восторженно встречен критиками и публикой. Получил три премии Американской киноакадемии (номинирован на одиннадцать).
Главные роли исполняют Уильям Холден и Глория Свенсон. Фильм снискал репутацию одного из лучших фильмов Уайлдера, «лучшей кинокартины в истории о „подводных камнях“ Голливуда» и периодически включается в списки лучших фильмов всех времён, например, по версии IMDb.

## Сюжет
Фильм начинается с кадра тела Гиллиса, плавающего в бассейне на бульваре Сансет, после чего его же закадровый голос рассказывает историю, которая привела к его гибели. Изначально планировалось показать, что труп Гиллиса рассказывает эту историю другим трупам в морге. Однако на тестовых просмотрах эта сцена вызывала хохот, и она была убрана.
Молодой сценарист Джо Гиллис безуспешно пытается найти своё место в Голливуде, но его работа остаётся невостребованной. Случайно он попадает в заброшенный с виду особняк на бульваре Сансет; хозяйкой особняка оказывается знаменитая в прошлом «звезда» немого кино Норма Десмонд. Стареющая актриса отказывается признавать, что она давно забыта публикой и не нужна в современном кино: она живёт в иллюзорном мире, где по-прежнему остаётся великой актрисой и кумиром миллионов; мечтает сыграть Саломею и пишет для себя сценарий. В поддержании иллюзий Норме Десмонд помогает дворецкий Макс, регулярно посылающий ей письма от мнимых поклонников. По ходу действия выясняется, что Макс — некогда знаменитый режиссёр немого кино и первый муж актрисы.
Неохотно уступая воле деспотичной звезды, Гиллис остаётся жить в особняке на её содержании и помогает работать над безнадёжным сценарием. Однако вскоре у него завязывается роман с молодой женщиной, работающей на киностудии, Бетти Шефер. Альфонс поневоле, Гиллис всё больше тяготится своим положением. Он признается во всем Бетти, порывает с ней и  решает уйти от Нормы. Актриса убивает его. К моменту приезда полиции и тележурналистов Норма окончательно теряет связь с реальностью; чтобы выманить её из дома и избежать при этом применения силы, Макс сообщает, что сейчас начнутся съёмки «Саломеи», сцены на лестнице. В образе Саломеи Норма спускается по лестнице — к камерам, которых ей так не хватало, к зрителям, в которых она так нуждалась.

## В ролях

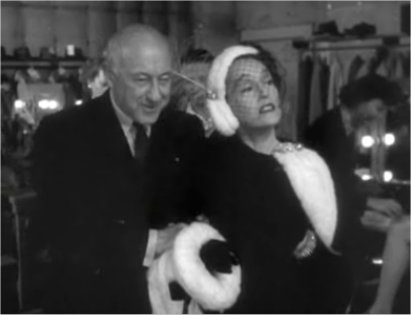
Сесил Б. Демилль и Глория Свенсон

| Актёр             | Роль                                                               |
| ----------------- | ------------------------------------------------------------------ |
| Уильям Холден     | Джо Гиллис                                                         |
| Глория Свенсон    | Норма Десмонд                                                      |
| Эрих фон Штрогейм | Макс фон Майерлинг                                                 |
| Нэнси Олсон       | Бетти Шефер                                                        |
| Фред Кларк        | Шелдрейк, кинопродюсер                                             |
| Ллойд Гоф         | Марино                                                             |
| Джек Уэбб         | Артур «Арти» Грин                                                  |
| Сесил Б. Демилль  | играет себя                                                        |
| Хедда Хоппер      | играет себя                                                        |
| Бастер Китон      | играет себя                                                        |
| Анна К. Нильссон  | играет себя                                                        |
| Г. Б. Уорнер      | играет себя                                                        |
| Рэй Эванс         | играет себя                                                        |
| Джей Ливингстон   | играет себя                                                        |
| Рут Клиффорд      | секретарь Шелдрейка (в титрах не указана)                          |
| Гертруда Астор    | служанка (в титрах не указана)                                     |
| Ева Новак         | courtier (в титрах не указана)                                     |
| Иветт Викерс      | девушка, хихикающая по телефону на вечеринке (в титрах не указана) |

## Работа над фильмом
Как утверждает Скотт Эйман в своей книге, посвящённой Луису Б. Майеру, характер Нормы Десмонд был списан главным образом с исключительно скандальной «звезды» немого кино Мэй Мюррей, от которой немало натерпелся и Эрих фон Штрогейм в процессе работы над фильмом «Весёлая вдова».

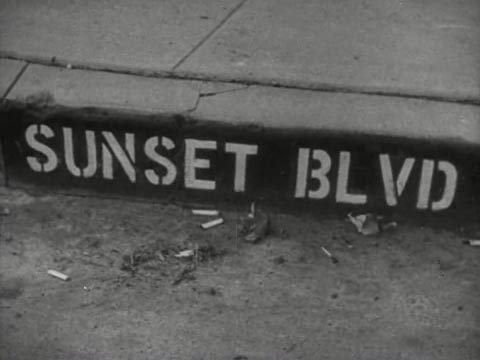
Название фильма как бы нанесено на бордюрный камень бульвара

Уайлдер, будучи давним поклонником постановщика Штрогейма, буквально напичкал «Бульвар Сансет» многочисленными отсылками к его работам: старый фильм, который Норма Десмонд смотрит в своём домашнем кинотеатре (вспоминая лучшие годы), — не что иное, как «Королева Келли» с молодой Глорией Свенсон в главной роли, а в некоторых сценах мелькает герань — цветок, внимание которому Штрогейм уделял едва ли не в каждой своей ленте.
Доподлинно известно, что на закрытом показе фильма на киностудии Paramount Pictures маститый продюсер Луис Майер категорически его не принял, придя в ярость: «Ты ублюдок, ты опозорил индустрию, которая тебя вырастила и кормит. Тебя надо вымазать дёгтем, облепить перьями и выгнать из Голливуда!» — кричал он Уайлдеру.
На роль Нормы Десмонд приглашались настоящие кумиры экрана периода немого кино: Мэй Уэст (она потребовала переписать все её реплики), Пола Негри (Уайлдер разговаривал с ней по телефону и обнаружил, что она так и не избавилась от польского акцента, который стал причиной того, что она не смогла утвердиться в звуковом кино), Грета Гарбо (фильм её не заинтересовал), Мэри Пикфорд (Уайлдер и Брэкетт во время личной встречи с ней поняли, что она совершенно не годится для такой роли), Норма Ширер (ей не понравилась роль). После их отказа роль досталась Глории Свенсон. В результате «Бульвар Сансет» стал её триумфальным возвращением в кинематограф, чего так и не дождалась героиня фильма.
Режиссёр картины Билли Уайлдер стремился биографически сблизить своих актёров с их персонажами. Поэтому участие в фильме «звёзд» прошлого не ограничивается Глорией Свенсон. В ролях второго плана и в эпизодах заняты великие режиссёры немого кино — Эрих фон Штрогейм (играет первого мужа Нормы, из любви к ней унизившегося до роли дворецкого), Сесил Б. Демилль (играющий самого себя буквально, его называют по имени и герои, и сотрудники студии) и легендарный комик, соперник Чарли Чаплина, Бастер Китон (гость на игре в бридж, пасующий «смокинг»). Самих себя в фильме играют также легендарная светская хроникёрша Хедда Хоппер, кинодива Анна Нильсон и другие.

## Награды и номинации
- 1950 год — премия Национального совета кинокритиков США за лучший фильм и за лучшую женскую роль (Глория Свенсон).
- 1951 год — премия Гильдии сценаристов США за лучшую американскую драму (Билли Уайлдер, Чарльз Брэкетт, Д. М. Маршмен-мл.).
- 1951 год — три премии «Оскар»: лучший оригинальный сценарий (Билли Уайлдер, Чарльз Брэкетт, Д. М. Маршмен-мл.), лучшая музыка (Франц Ваксман), лучшая работа художника-постановщика в чёрно-белом фильме (Ханс Дрейер, Джон Михан, Сэм Комер, Рэй Мойер). Кроме того, лента получила 8 номинаций: лучший фильм (Чарльз Брэкетт), лучшая режиссёрская работа (Билли Уайлдер), лучшая мужская роль (Уильям Холден), лучшая женская роль (Глория Свенсон), лучшая мужская роль второго плана (Эрих фон Штрогейм), лучшая женская роль второго плана (Нэнси Олсон), лучшая операторская работа в чёрно-белом фильме (Джон Зейтц), лучший монтаж (Артур Шмидт, Доэйн Харрисон), однако большая часть этих наград досталась другому фильму о превратностях актёрской славы — «Всё о Еве» Джозефа Манкевича.
- 1951 год — четыре премии «Золотой глобус»: лучший фильм (драма), лучшая режиссёрская работа (Билли Уайлдер), лучшая женская роль в драме (Глория Свенсон), лучшая оригинальная музыка (Франц Ваксман). Кроме того, лента получила три номинации: лучший сценарий (Билли Уайлдер, Чарльз Брэкетт, Д. М. Маршмен-мл.), лучшая мужская роль второго плана (Эрих фон Штрогейм), лучшая операторская работа в чёрно-белом фильме (Джон Зейтц).
- 1951 год — премия «Бодиль» за лучший американский фильм.
- 1951 год — две премии «Серебряная лента»: лучший иностранный режиссёр (Билли Уайлдер), лучшая иностранная актриса (Глория Свенсон).
- 1951 год — премия «Юсси» лучшей иностранной актрисе (Глория Свенсон).
- 1951 год — номинация на премию Гильдии режиссёров США за лучшую режиссуру художественного фильма (Билли Уайлдер).
- 1951 год — восьмое место в списке лучших фильмов года по версии журнала «Cahiers du Cinéma».
- 1952 год — премия «Голубая лента» за лучший фильм на иностранном языке.
- 1989 год — картина включена в Национальный реестр фильмов.